# Семирево
Семирево — деревня в Куйбышевском районе Калужской области России. Входит в состав сельского поселения «Село Мокрое».

## География
Деревня находится в юго-западной части Калужской области, в зоне хвойно-широколиственных лесов, в пределах Барятинско-Сухиничской равнины, к северу от автодороги 29Н-263, на расстоянии примерно 15 километров (по прямой) к северо-западу от посёлка Бетлица, административного центра района. Абсолютная высота — 211 метров над уровнем моря.

### Климат
Климат характеризуется как умеренно континентальный, с тёплым летом и умеренно холодной снежной зимой. Среднегодовая многолетняя температура воздуха составляет 3,9 °С. Средняя температура воздуха самого тёплого месяца (июля) — 18 — 18,5 °C (абсолютный максимум — 38 °C); самого холодного (января) — −10,5 — −9,5 °C (абсолютный минимум — −46 °C). Безморозный период длится в среднем 141 день. Среднегодовое количество атмосферных осадков составляет 610—620 мм, из которых большая часть выпадает в тёплый период. Снежный покров держится в течение 130—140 дней.

### Часовой пояс
Деревня Семирево, как и вся Калужская область, находится в часовой зоне МСК (московское время). Смещение применяемого времени относительно UTC составляет +3:00.

## Население
| 2002 | 2010 |
| ---- | ---- |
| 31   | ↘11  |

### Половой состав
По данным Всероссийской переписи населения 2010 года в гендерной структуре населения мужчины составляли 36,4 %, женщины — соответственно 63,6 %.

### Национальный состав
Согласно результатам переписи 2002 года, в национальной структуре населения русские составляли 100 %.